# 銀色ふわり
『銀色ふわり』（ぎんいろふわり）は、有沢まみずによる日本のライトノベル作品である。原作のイラストは笛。電撃文庫（アスキー・メディアワークス）から刊行された。
有沢まみずの4作目のシリーズとなり、2007年3月10日に著者ブログにて「銀色ふわり」（仮称）として予告されていた。

## あらすじ
ある冬の日、主人公・安住春道は街角で綺麗な銀色の髪の少女（銀花）と目があった。普通の出会いであればそれだけであるはずだったのだが、銀花はなぜか驚き、呆気にとられたような顔で春道を見つめていた。
後日、春道はひょんなことから銀花と再会し、そこで銀花の秘密を知る。銀花はカメラやマイクなどの機械を通さなければ他者を認識できない・他者に認識されない「黄昏の子供たち」と呼ばれる存在であることを。春道は機械を通さずに銀花とコミュニケーション可能な、現状で唯一の人間であることを。そして春道は、銀花が初めて生で目した人間であることを。

## 登場人物
安住 春道（あずみ はるみち）主人公。複雑な家庭事情を持つためか世の中に対して冷めた態度を取っており、「流れに逆らわない」をモットーにしている。「黄昏の子供たち」を機械を通さずに認識できる、現状では世界で唯一の人間。
銀花（ぎんか）「黄昏の子供たち」のひとり。その生い立ちなどから、他者に対して心を閉ざしている。「財団」ではイエスタデーと呼ばれている。
志村（しむら）発達心理学が専門の医師。銀花の「担当官」のひとり。理知的な女性。
茗荷（みょうが）大脳生理学者。銀花の「担当官」のひとり。銀花のこととなると何かとムキになる男性。
エターナル世界で最初に発見された「黄昏の子供」。
ホーリー「黄昏の子供たち」のひとり。
フィリス・タックワート春道と同様に、機械を通さず「黄昏の子供たち」を認識できた黒人の少年。故人。
戸荻 ゆらく（とおぎ ゆらく）春道のクラスメート。
山村 健二（やまむら けんじ）春道のクラスメート。
大川 菊江（おおかわ きくえ）春道が通う学校の教師。春道との因縁を噂されている。

## 用語
黄昏の子供たち (Dusk Children)
その存在が見えており、その声が聞こえているにもかかわらず、その存在を認識することができない人類の総称。また「黄昏の子供たち」もあらゆる生物（自身以外の「黄昏の子供たち」を含む）を認識することができない。作中では「脳が無意識に無視してしまっている状態である」とされている。
カメラや補聴器など機械処理を介せば互いに認識することができ、それを利用し互いにコミュニケーションを取ることができる。しかし機械処理を介せるのは視覚と聴覚のみのため、触れ合うことや匂いを感じることができない。
また「黄昏の子供たち」は、ある時期を過ぎると機械を通しても他者が見えにくくなるなどの症状が発現する。一旦これが始まると次々に「見えなくなる」「見られなくなる」「聞こえなくなる」「聞かれなくなる」症状が発現し、最終的にはいかなる手段をもってしてもその存在を認識することができなくなり、事実上この世から消滅する。
財団
「黄昏の子供たち」をサポートし、研究するための組織。正式な名称は作中には登場しない。
担当官 (Parents)
「黄昏の子供たち」を直接にサポートする「財団」スタッフの呼称。

## 書籍情報
- 銀色ふわり（アスキー・メディアワークス、2008年7月刊行、ISBN 978-4-04-867130-9）